# 何卓恆
何卓恆（Ho Chuck Hang Sam，1997年5月17日－），生於香港，香港足球運動員，司職防守中場，在美國坎伯蘭大學留學和參加大學足球聯賽，現時效力香港甲組聯賽球會凱景。

## 球會生涯
何卓恆生於香港，在小學一年級在南華青年軍開始接觸足球，於中學就讀余振強紀念中學，他自2012年加入傑志青訓為主將與同齡的顏卓彬、鄭展龍、羅梓駿及播磨浩謙在球會及港青合作多年，於2015年7月外借至香港超級聯賽球會冠忠南區，不過季初受鼠蹊傷患困擾他開季僅踢過兩場預備組賽事。
直到2015年12月9日，何卓恆於以0–0守和母會傑志的菁英盃A組職業生涯首次上陣，就對母會兼踢足90分鐘。何卓恆在2016年5月5日經隊友陸志豪成立的公司（Affinity Education），與美國坎伯蘭大學正式簽約，並獲發獎學金，於同年8月到美國參與大學聯賽及升學，在2017年轉讀拿撒勒人大學。

## 外部連結
- 香港足球總會網頁球員註冊資料（页面存档备份，存于）